# Municipio de Morrow (Arkansas)
El municipio de Morrow (en inglés: Morrow Township) es un municipio ubicado en el condado de Washington en el estado estadounidense de Arkansas. En el año 2010 tenía una población de 466 habitantes y una densidad poblacional de 15,96 personas por km².

## Geografía
El municipio de Morrow se encuentra ubicado en las coordenadas 35°52′6″N 94°26′15″O / 35.86833, -94.43750. Según la Oficina del Censo de los Estados Unidos, el municipio tiene una superficie total de 29.2 km², de la cual 29,02 km² corresponden a tierra firme y (0,64 %) 0,19 km² es agua.

## Demografía
Según el censo de 2010, había 466 personas residiendo en el municipio de Morrow. La densidad de población era de 15,96 hab./km². De los 466 habitantes, el municipio de Morrow estaba compuesto por el 91,63 % blancos, el 0,86 % eran afroamericanos, el 3,65 % eran amerindios, el 1,5 % eran asiáticos, el 0,64 % eran de otras razas y el 1,72 % eran de una mezcla de razas. Del total de la población el 2,36 % eran hispanos o latinos de cualquier raza.